# The Battle at Lake Changjin
The Battle at Lake Changjin (La battaglia del lago changjin) (in cinese 长津湖) é un film di guerra cinese co-diretto e co-prodotto da Chen Kaige, Tsui Hark e Dante Lam, scritto da Lan Xiaolong e Huang Jianxin, e interpretato da Wu Jing e Jackson Yee.
L'ambientazione del film è la Battaglia del bacino di Chosin, durante la Guerra di Corea.

## Trama
Wu Qianli, capitano della settima compagnia dell'esercito comunista cinese durante la Guerra Civile Cinese, ritorna a casa dopo la fine del conflitto.

Con l'intensificarsi della guerra di Corea, i soldati statunitensi, guidati dal generale Douglas MacArthur sbarcano a Incheon e attraversano il 38º parallelo.
La Cina comunista, alleata dei nordcoreani, entra in guerra e mobilita l'esercito. 

Wu Qianli viene richiamato e suo fratello minore, Wu Wanli, si aggrega alla sua compagnia come soldato, nonostante il fratello disapprovi.
I soldati cinesi dovranno affrontare una dura battaglia contro i meglio armati ed equippagiati americani.

## Cast
- Wu Jing interpreta il capitano Wu Qianli, comandante della settima compagnia dell'esercito cinese.
- Jackson Yee interpreta Wu Wanli, soldato della settima compagnia, fratello minore di Wu Qianli.
- Kevin Lee interpreta il colonnello Allan MacLean, comandante del 31st Infantry Regiment.
- John F. Cruz interpreta il maggior generale Oliver P. Smith, comandante della 1st Marine Division.
- James Filbird interpreta il generale Douglas MacArthur.